# Aeropuerto de Valencia
Luchthaven Valencia (Spaans: Aeropuerto de Valencia, Catalaans/Valenciaans: Aeroport de València) is een luchthaven nabij de Spaanse stad Valencia, in de plaats Manises. Het ligt tevens aan de snelweg A-3 die van Valencia naar Madrid loopt. De luchthaven wordt beheerd door het Spaanse staatsbedrijf AENA en is na Luchthaven Alicante de belangrijkste luchthaven van de regio.
De luchthaven heeft 15 Europese verbindingen en vervoerde in 2008 5,7 miljoen mensen. Hiermee is het het 9e grootste vliegveld van Spanje. Het vliegveld heeft 1 terminal en 1 actieve startbaan (12/30). De voormalige startbaan (04/22) werd in 2008 gesloten.
Het is het hoofdvliegveld van de luchtvaartmaatschappij Air Nostrum.
Het vliegveld is via de lijnen 3 en 5 van de metro van Valencia verbonden met de stad Valencia.